# Johannes Wolfgang von Bodman
Johannes Wolfgang Reichsfreiherr von Bodman (ur. 19 stycznia 1651, zm. 29 września 1691) – był od roku 1686 biskupem pomocniczym Konstancji.
Znana jest data i miejsce jego konsekracji na biskupa: 26 listopada 1686 w Konstancji. Nie zachowały się natomiast inne szczegóły dotyczące tego wydarzenia, a więc w szczególności nazwisko biskupa, który udzielił mu święceń. Ponieważ część obecnie żyjących biskupów może prześledzić swoją sukcesję apostolską właśnie do niego, osoba biskupa von Bodmana ma duże znaczenie historyczne dla Kościoła rzymskokatolickiego.
Obecnie żyje 7 biskupów z linii von Bodmana (stan na luty 2024):
- Patrick Hoogmartens

- Dominikus Saku

- Edmund Woga

- Ewaldus Martinus Sedu

- Franciscus Kopong Kung

- Aloysius Murwito OFM

- Nicolaus Adi Seputra MSC